# Gudenå-Kultur

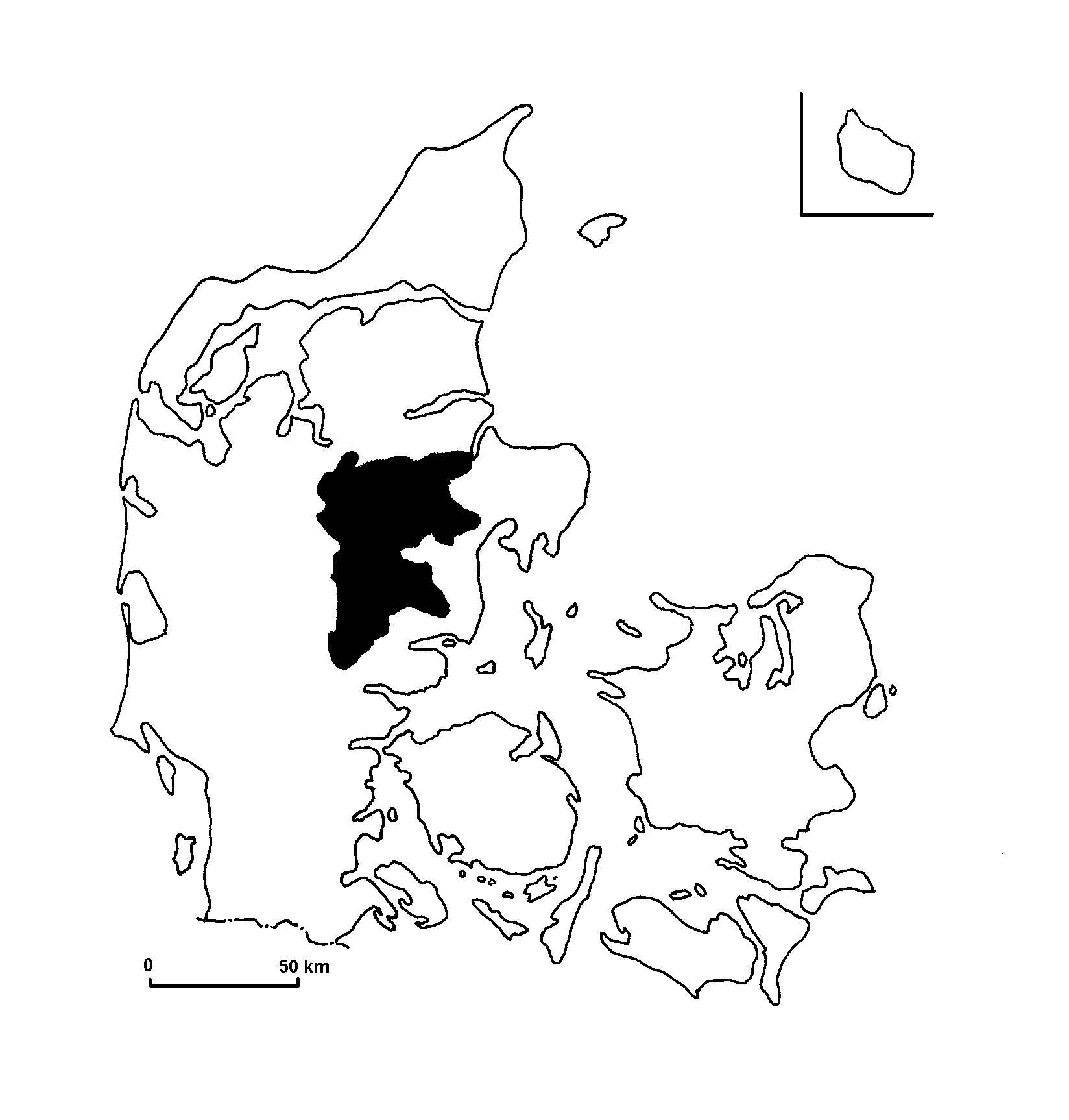
Einzugsgebiet der Gudenå

Die Gudenå-Kultur (eigentlich Gudenå-Gruppe) ist eine nur mit abweichender Klingenindustrie und anderer Wohnplatzwahl primär in Jütland und auf Seeland verbreitete Variante der mesolithischen Maglemose-Kultur, die zwischen 8000 und 4000 v. Chr. über England, Belgien, Norddeutschland, Dänemark, Südschweden und das Baltikum verbreitet war. Sie ist nach dem Fundort bei Tørring, nahe den Quellen des Flusses Gudenå benannt, wird aber von der "jüngeren Archäologie" in Dänemark nicht mehr als eigenständige Kultur betrachtet. Zur Zeit der Gudenå-Kultur waren die Belte und Sunde der Ostsee noch keine Meerengen, sondern Flusstäler, die Küste hatte vor Einsetzen der postglazialen Landhebung einen anderen Verlauf. Die Landoberfläche hatte anfangs den Charakter einer Tundra, später die einer Parktundra.
Es gibt mehr als 100 Wohnplätze des Präboreals und des Boreals mit derartigen Funden. Die Gudenåleute lebten an Auen und Seen des Binnenlandes. Im Gegensatz zu den übrigen Maglemoseleuten bevorzugten sie flache, sandige Bänke, die in leichter Hanglage zum Wasser hin abfielen. Hausfunde wurden nicht gemacht. Herdstellen und bis zu 0,5 m tiefe Gruben mit den Resten von Feuerstellen sind bekannt. Die Kalkarmut des Bodens ließ organische Gegenstände vollständig vergehen. Das Klingenspektrum geht auf die Funde von Klosterlund (7500–7000 v. Chr.) in Mitteljütland zurück, die in einem kleinen Museum ausgestellt werden. Schwerpunkt sind die aus Mikrolithen gefertigten Bohrer, Messer, Stichel, Schaber und die trapez- oder rhombenförmigen oder querschneidigen Pfeilspitzen. Die großen Klingen können als Speerspitzen gedient haben. Das in Kerntechnik hergestellte Beil tritt als Querbeil, Geradbeil und asymmetrisches Schiefbeil auf und bildet das Gegenstück zu den Geweih- und Knochengeräten der übrigen Maglemose-Kultur.